# Винус (Флорида)

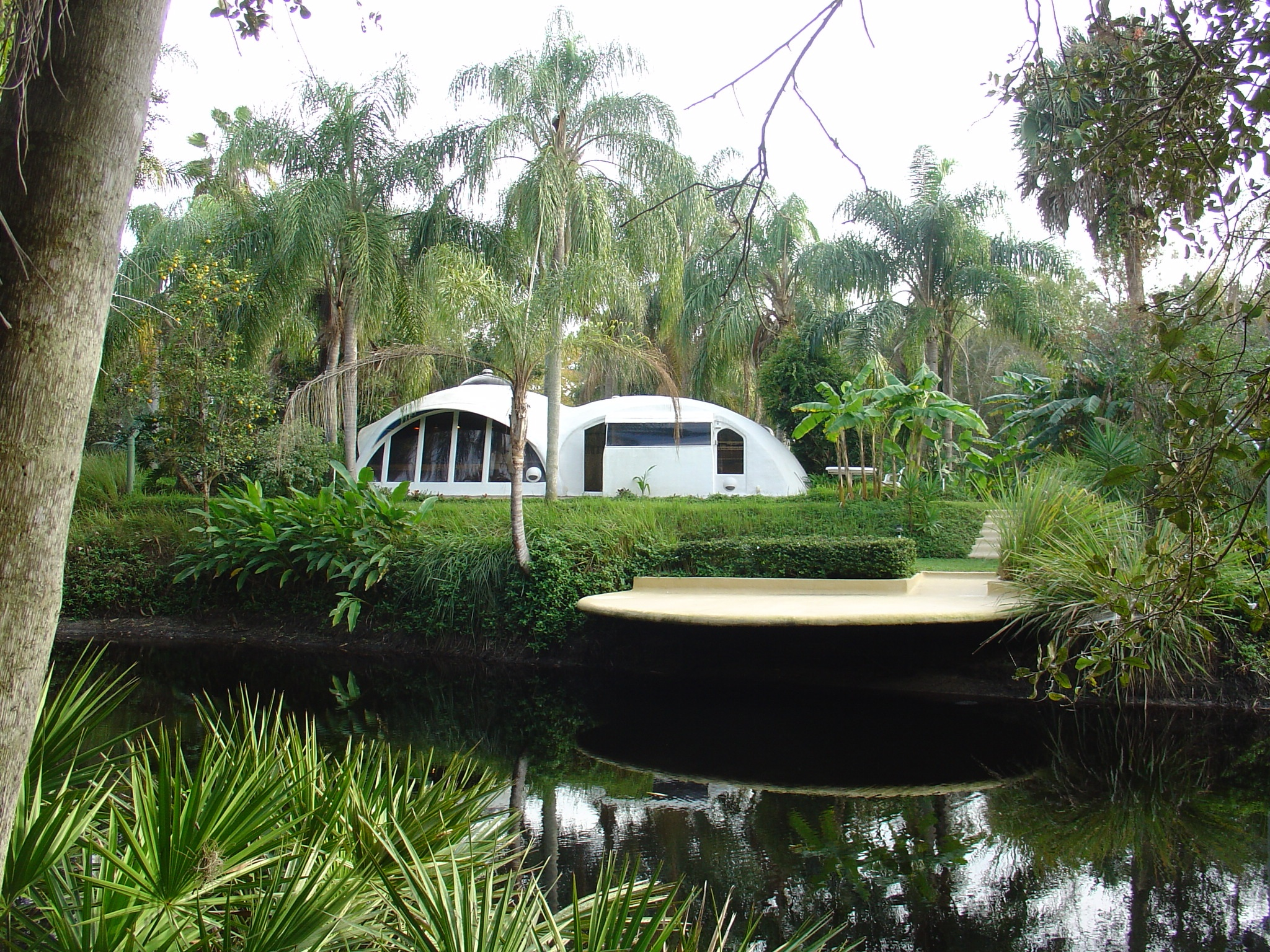
Исследовательский центр «Проекта Венера»

Винус (англ. Venus) — невключённая территория в юго-восточной части округа Хайлендс, штат Флорида, США. Ближайший город со стороны севера — Лейк-Плэсид, с юга — Палмдейл. Основные отрасли промышленности — цитрусовые и домашний скот. Популярны такие развлечения, как охота и рыбалка.
На данной местности работают такие компании, как Delray Plants Co., занимающаяся промышленными теплицами и Consolidated Citrus LP, производящая сельскохозяйственные культуры. «Проект Венера», международная неправительственная организация, занимающаяся реализацией одноимённого проекта, имеет здесь свой исследовательский центр, по которому также проводятся экскурсии.
24 июня 2012 года данную территорию затронул тропический шторм «Дебби», что привело к одной смерти и материальному ущербу.